# Benjamin Wildman-Tobriner
Benjamin Marshall Wildman-Tobriner (San Francisco (Californië), 21 september 1984) is een Amerikaanse zwemmer. Hij vertegenwoordigde zijn vaderland op de Olympische Zomerspelen 2008 in Peking.

## Carrière
Bij zijn internationale debuut, op de wereldkampioenschappen zwemmen 2005 in Montreal, zwom Wildman-Tobriner alleen in de series van de 4x100 meter vrije slag samen met Nate Dusing, Garrett Weber-Gale en Neil Walker. In de finale behaalden Dusing en Walker samen met Michael Phelps en Jason Lezak de wereldtitel, voor zijn inspanningen in de series ontving Wildman-Tobriner de gouden medaille.
Tijdens de Pan Pacific kampioenschappen zwemmen 2006 in Victoria eindigde de Amerikaan als vijfde op de 50 meter vrije slag, op de 100 meter vrije slag en de 100 meter vlinderslag strandde hij in de series.
Op de wereldkampioenschappen zwemmen 2007 in Melbourne veroverde Wildman-Tobriner de wereldtitel op de 50 meter vrije slag. Op de 4x100 meter vrije slag zwom hij samen met Garret Weber-Gale, Cullen Jones en Neil Walker in series, in de finale behaalden Jones en Walker samen met Michael Phelps en Jason Lezak de wereldtitel. Daardoor mocht Wildman-Tobriner voor zijn inspanningen in de series de gouden medaille in ontvangst nemen.
Op de Amerikaanse Olympische Trials in Omaha (Nebraska) eindigde Wildman-Tobriner als tweede op de 50 meter vrije slag en daardoor plaatste hij zich voor de Olympische Spelen, met de zesde plaats op de 100 meter vrije slag plaatste hij zich voor de 4x100 meter vrije slag estafette. In Peking hielp hij samen met Nathan Adrian, Cullen Jones en Matt Grevers de 4x100 meter vrije slag estafetteploeg naar de finale. De volgende ochtend zag hij Jones samen met Michael Phelps, Garrett Weber-Gale en Jason Lezak het goud winnen, voor zijn inspanningen in de series ontving ook Wildman-Tobriner een gouden medaille. Op de 50 meter vrije slag eindigde de Amerikaan op de vijfde plaats.

## Internationale toernooien
| Jaar | Olympische Spelen                                                             | WK langebaan                                                               | WK kortebaan  | PanPacs                                                        |
| ---- | ----------------------------------------------------------------------------- | -------------------------------------------------------------------------- | ------------- | -------------------------------------------------------------- |
| 2005 |                                                                               | 4x100m vrije slag · Wildman-Tobriner zwom enkel de series                  |               |                                                                |
| 2006 |                                                                               |                                                                            | geen deelname | 5e 50m vrije slag serie 100m vrije slag serie 100m vlinderslag |
| 2007 |                                                                               | 50m vrije slag · 4x100m vrije slag · Wildman-Tobriner zwom enkel de series |               |                                                                |
| 2008 | 5e 50m vrije slag · 4x100m vrije slag · Wildman-Tobriner zwom enkel de series |                                                                            | geen deelname |                                                                |

## Persoonlijke records

### Langebaan
| Afstand         | Tijd  | Datum            | Plaats |
| --------------- | ----- | ---------------- | ------ |
| 050m vrije slag | 21,64 | 16 augustus 2008 | Peking |
| 100m vrije slag | 48,59 | 2 juli 2008      | Omaha  |